# Matthieu Bardy
Pour les articles homonymes, voir Bardy.
Matthieu Bardy est un homme politique français né le 16 août 1804 à Belfort (Territoire de Belfort) et décédé le 5 juin 1884 à Belfort.
Juge d'instruction à Belfort, il est député du Haut-Rhin de 1848 à 1849, siégeant avec les républicains modérés. Il retrouve son poste de magistrat après le 4 septembre 1870, et prend sa retraite en 1875 comme président du tribunal civil de Wissembourg.

## Sources
- « Matthieu Bardy », dans Adolphe Robert et Gaston Cougny, Dictionnaire des parlementaires français, Edgar Bourloton, 1889-1891 [détail de l’édition]